# ميتابولوم
الميتابولوم أو المجموع الأيضي يشير إلى المجموعة الكاملة من  الجزيئات الكيميائية الصغيرة الموجودة ضمن العينة الأحيائية (البيولوجية).